# Episode (album)
Episode is het vijfde album van Stratovarius, uitgebracht in 1996 door Noise Records. Het is het eerste album met drummer Jörg Michael en keyboardspeler Jens Johansson.

## Nummers
1. Father Time – 5:01
2. Will the Sun Rise? – 5:06
3. Eternity – 6:55
4. Episode – 2:01
5. Speed of Light – 3:03
6. Uncertainty – 5:58
7. Season of Change – 6:56
8. Stratosphere – 4:52
9. Babylon – 7:09
10. Tomorrow – 4:51
11. Night Time Eclipse – 7:58
12. Forever – 3:08
13. When the Night Meets the Day – 5:30 (Japan bonus / hidden track)

## Bezetting
- Timo Kotipelto - zanger
- Timo Tolkki - gitarist
- Jari Kainulainen - bassist
- Jens Johansson - keyboardspeler
- Jörg Michael - drummer